# DYNLL2
DYNLL2 (англ. Dynein light chain LC8-type 2) – білок, який кодується однойменним геном, розташованим у людей на короткому плечі 17-ї хромосоми. Довжина поліпептидного ланцюга білка становить 89 амінокислот, а молекулярна маса — 10 350.
| 10         |  | 20         |  | 30         |  | 40         |  | 50         |
| ---------- |  | ---------- |  | ---------- |  | ---------- |  | ---------- |
| MSDRKAVIKN |  | ADMSEDMQQD |  | AVDCATQAME |  | KYNIEKDIAA |  | YIKKEFDKKY |
| NPTWHCIVGR |  | NFGSYVTHET |  | KHFIYFYLGQ |  | VAILLFKSG  |  |            |

A: Аланін

C: Цистеїн

D: Аспарагінова кислота

E: Глутамінова кислота

F: Фенілаланін

G: Гліцин

H: Гістидин

I: Ізолейцин

K: Лізин

L: Лейцин

M: Метіонін

N: Аспарагін

P: Пролін

Q: Глутамін

R: Аргінін

S: Серин

T: Треонін

V: Валін

W: Триптофан

Кодований геном білок за функцією належить до білкових моторів. 
Задіяний у такому біологічному процесі, як транспорт. 
Локалізований у цитоплазмі, цитоскелеті.